# Авантиньян
Авантинья́н (фр. Aventignan, окс. Aventinhan) — коммуна во Франции, находится в регионе Юг — Пиренеи. Департамент — Верхние Пиренеи. Входит в состав кантона Сен-Лоран-де-Нест. Округ коммуны — Баньер-де-Бигор.
Код INSEE коммуны — 65051.

## География

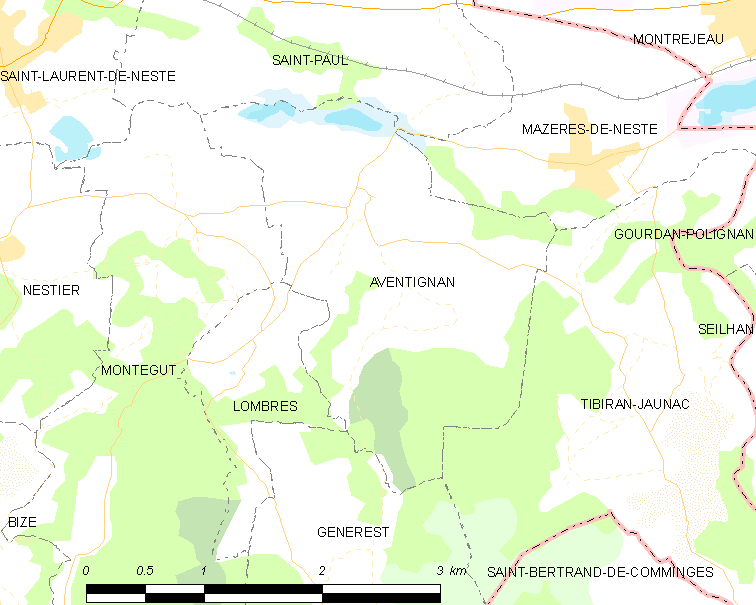
Карта коммуны

Коммуна расположена приблизительно в 660 км к югу от Парижа, в 100 км юго-западнее Тулузы, в 45 км к юго-востоку от Тарба.
По территории коммуны протекают реки Нест и Нистос.

## Климат
Климат умеренно-океанический с солнечной тёплой погодой и обильными осадками на протяжении практически всего года.

## Население
Население коммуны на 2010 год составляло 179 человек.
| 1962 | 1968 | 1975 | 1982 | 1990 | 1999 | 2010 |
| ---- | ---- | ---- | ---- | ---- | ---- | ---- |
| 238  | 272  | 225  | 216  | 208  | 180  | 179  |

## Администрация
| Период | Период | Фамилия    | Партия                  | Примечания |
| ------ | ------ | ---------- | ----------------------- | ---------- |
| 1971   | 2008   | Андре Лула | Социалистическая партия |            |
| 2008   | 2020   | Иоан Рюмо  | Социалистическая партия | профессор  |

## Экономика
В 2010 году среди 96 человек трудоспособного возраста (15-64 лет) 70 были экономически активными, 26 — неактивными (показатель активности — 72,9 %, в 1999 году было 61,9 %). Из 70 активных жителей работали 66 человек (36 мужчин и 30 женщин), безработных было 4 (1 мужчина и 3 женщины). Среди 26 неактивных 7 человек были учениками или студентами, 13 — пенсионерами, 6 были неактивными по другим причинам.

## Достопримечательности
- Пещера Гаргас[фр.]. Исторический памятник с 1910 года[4]